# Авгар II
Авгар II (грч. Αὔγαρος) био је представник сиријске царске династије, владар Осроене 68-53. године прије н. е.
За вријеме Трећег митридатског рата прешао је на страну Римљана и помагао легату Гнеја Помпеја, Луцију Афранију да заузме сјевер Месопотамије.
Према једној верзији, 53. године прије н. е, Авгар II је издао тријумвира Марка Краса, тако што је његову војску извео на отворен простор у бици код Каре, због чега су Римљани претрпјели пораз. Међутим, то му није донијело корист, јер га је исте године свргнуо партски цар Ород II.